# Cronicile Xiaolin
Cronicile Xiaolin (în engleză Xiaolin Chronicles) este un serial de animație care a fost prezentat ca o continuare a serialului original Confruntarea Xiaolin. A avut avanpremiera pe 26 august 2013, cu trei episoade difuzate unul după altul, iar premiera oficială a fost pe 14 septembrie 2013. Serialul a fost produs de ActionFliks Media Corporation și Genao Productions, fără să fi fost colaborat cu Warner Bros. Animation.
Serialul a difuzat 20 de episoade din 26 august 2013 până pe 14 martie 2014 pe Disney XD, lăsând ultimele 6 episoade nedifuzate până ce serialul a venit pe 1 iulie 2015 pe Netflix.
Pe 25 iulie 2015, creatoarea Christy Hui a anunțat că serialul nu o să aibă un al doilea sezon. Totuși, ea a spus că se plănuiește un nou proiect Xiaolin care va continua în formatul serialului Confruntarea Xiaolin.
Premiera în România a fost pe 16 iunie 2014 pe Cartoon Network, cu o avanpremieră pe 15 iunie 2014 ca parte a unui maraton special.

## Despre serial
Omi, Kimiko, Raimundo, și Clay sunt Dragoni Xiaolin în devenire. Ei s-au alăturat cu un recrut din Europa numit Ping Pong și trebuie să găsească și să protejeze toate Shen Gong Wu-urile din forțele răului numite partea lui Heylin. Cel mai recent recrut al templului Xiaolin numit Willow este de fapt noul ucenic al lui Chase Young numit Shadow. Ea împreună cu Chase distrug templul și iau toate Shen Gong Wu-urile. Aceasta duce la călugări începând o nouă călătorie în căutarea templului și Shen Gong Wu-urilor rămase în timp ce concurează împotriva facțiunilor lui Heylin conduse de Chase Young și Jack Spicer.

## Personaje
Personajele sunt aceleași din serialul precedent cu toate că au fost introduse două personaje noi, acestea fiind Ping Pong și Shadow.
- Ping Pong seamănă cu Omi dar este mai tânăr și poartă ochelari mari și verzi. Este al cincilea călugăr al templului Xiaolin, ales ca Dragonul Xiaolin al lemnului. Manipularea sa de lemn este Shoku Pluto Wood. Numele său real este "Boris Antonio Rolf Jean-Pierre Gaulle LeGrand IV" dar din cauza numelui său lung Omi decide să îi spună simplu "Ping Pong". Ca protejatul său, Omi îl referă ca "micul său gecko". În istoria sa, Ping Pong a crescut în Europa ca un băiat comision rapid care trimitea mesaje mănăstirilor din Europa. A fost mai târziu inspirat de legendele călugărilor Xiaolin și decide să li se alăture. Abilitățile sale principale sunt viteza în fugă și mișcări rapide.

- Shadow este un spion negru al lui Chase Young. Când călugării Xiaolin au cunoscut-o prima oară, aceasta era arătată ca o fată normală numită Willow. Ea și Ping Pong au concurat pentru topul ucenicului Xiaolin și pentru atenția lui Omi. Mai târziu și-a folosit farmecul pe toți băieții din templu pentru a căpăta acces la Shen Gong Wu-uri. Kimiko a început să aibă un aer cât mai suspicios pe ea și eventual i-a descoperit adevărata identitate ca Shadow. Ea are abilitatea de a se ascunde în umbre și comunică cu Chase Young prin telepatie. Ca Willow ea vorbește cu un accent sudic în timp ce în adevărata sa formă vorbește cu accent australian.

## Episoade
| Premieră originală | Premiera în România | N/o | Titlu român                                        | Titlu original                                |
| ------------------ | ------------------- | --- | -------------------------------------------------- | --------------------------------------------- |
|                    |                     |     |                                                    |                                               |
| PRIMUL SEZON       |                     |     |                                                    |                                               |
|                    |                     |     |                                                    |                                               |
| 26.08.2013         | 15.06.2014          | 01  | Noul Călugăr de la Templu                          | New Monk on the Block                         |
|                    |                     |     |                                                    |                                               |
| 26.08.2013         | 17.06.2014          | 02  | O Fată pe Nume Willow                              | A Girl Named Willow                           |
|                    |                     |     |                                                    |                                               |
| 26.08.2013         | 18.06.2014          | 03  | Căderea Șaolinilor                                 | The Fall of Xiaolin                           |
|                    |                     |     |                                                    |                                               |
| 14.09.2013         | 19.06.2014          | 04  | Buddy Blue Ray și Iepurașii de Aur                 | Buddy Blue Ray and The Golden Bunnies         |
|                    |                     |     |                                                    |                                               |
| 21.09.2013         | 20.06.2014          | 05  | Nebunia din Tokyo                                  | Tokyo Madness                                 |
|                    |                     |     |                                                    |                                               |
| 28.09.2013         | 23.06.2014          | 06  | Legile Naturii                                     | Laws of Nature                                |
|                    |                     |     |                                                    |                                               |
| 05.10.2013         | 24.06.2014          | 07  | Armăsarul Magic și Vestul Sălbatic                 | Magic Stallion and the Wild Wild West         |
|                    |                     |     |                                                    |                                               |
| 12.10.2013         | 25.06.2014          | 08  | Din Mintea lui Ping Pong                           | Out of Ping Pong’s Mind                       |
|                    |                     |     |                                                    |                                               |
| 19.10.2013         | 26.06.2014          | 09  | Răscumpărarea Xiaolin                              | Xiaolin Redemption                            |
|                    |                     |     |                                                    |                                               |
| 26.10.2013         | 27.06.2014          | 10  | Prințesa Kaila din Muntele Celor o Mie de Straturi | Princess Kaila of the Thousand Layer Mountain |
|                    |                     |     |                                                    |                                               |
| 02.11.2013         | 30.06.2014          | 11  | Templul meu, Casa mea                              | Mi Temple, Mi Casa                            |
|                    |                     |     |                                                    |                                               |
| 09.11.2013         | 01.07.2014          | 12  | Tigroaica Woo                                      | Tigress Woo                                   |
|                    |                     |     |                                                    |                                               |
| 06.12.2013         | 02.07.2014          | 13  | În Interiorul lui Heylin                           | Heylin Within                                 |
|                    |                     |     |                                                    |                                               |
| 01.02.2014         | 03.07.2014          | 14  | Masca Maimuței Verzi                               | The Mask of the Green Monkey                  |
|                    |                     |     |                                                    |                                               |
| 08.02.2014         | 04.07.2014          | 15  | Rocco                                              | Rocco                                         |
|                    |                     |     |                                                    |                                               |
| 10.02.2014         | 07.07.2014          | 16  | Vindecă-mă                                         | Heal Me                                       |
|                    |                     |     |                                                    |                                               |
| 11.02.2014         | 08.07.2014          | 17  | Planeta Dragonilor                                 | Planet of Dragons                             |
|                    |                     |     |                                                    |                                               |
| 24.03.2014         | 09.07.2014          | 18  | Super Vaca Patty                                   | Super Cow Patty                               |
|                    |                     |     |                                                    |                                               |
| 25.03.2014         | 10.07.2014          | 19  | Chase Depune un Ou                                 | Chase Lays an Egg                             |
|                    |                     |     |                                                    |                                               |
| 26.03.2014         | 11.07.2014          | 20  | Creat pentru a fi Malefic                          | Drawn to be Evil                              |
|                    |                     |     |                                                    |                                               |
| 01.07.2015         | 14.07.2014          | 21  | Omi Salvează Sărbători                             | Omi Saves The Holidays                        |
|                    |                     |     |                                                    |                                               |
| 01.07.2015         | 15.12.2014          | 22  | Cine l-a Micșorat pe Maestrul Fung?                | Who Shrank Master Fung?                       |
|                    |                     |     |                                                    |                                               |
| 01.07.2015         | 16.12.2014          | 23  | Din nou în Carne și Oase                           | Again and in Person                           |
|                    |                     |     |                                                    |                                               |
| 01.07.2015         | 17.12.2014          | 24  | Chemarea Dragonului                                | The Call of the Dragon                        |
|                    |                     |     |                                                    |                                               |
| 01.07.2015         | 18.12.2014          | 25  | Semnul Spiritului Dragonului                       | The Mark of the Dragon Spirits                |
|                    |                     |     |                                                    |                                               |
| 01.07.2015         | 19.12.2014          | 26  | Zborul Dragonului                                  | Flying Dragon                                 |
|                    |                     |     |                                                    |                                               |